# Dr. Quinn – Ärztin aus Leidenschaft

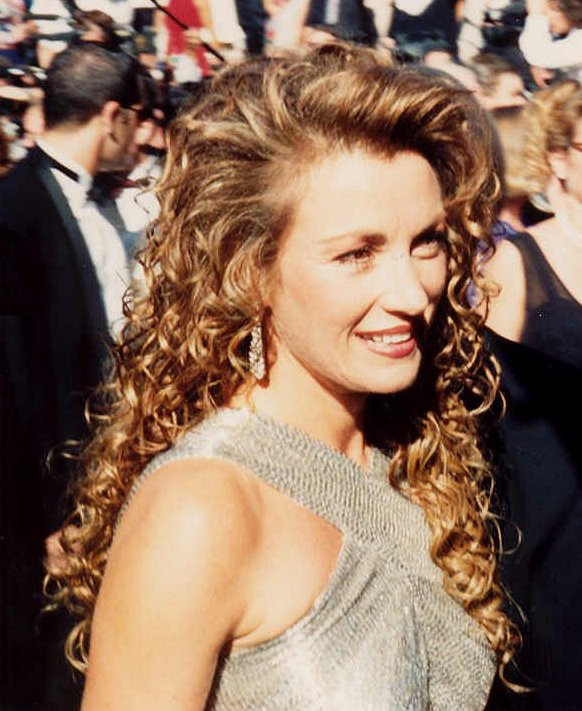
Hauptdarstellerin Jane Seymour

Dr. Quinn – Ärztin aus Leidenschaft (Dr. Quinn, Medicine Woman) ist eine Western-/Familien-/Arztserie, die von 1993 bis 1998 in sechs Staffeln gedreht wurde. Die Titelrolle spielt Jane Seymour.

## Handlung
Die Handlung spielt um das Jahr 1867 in den USA: Die Ärztin Dr. Michaela Quinn erhält eine Anstellung in der kleinen Bergstadt Colorado Springs und verlässt ihre wohlhabende Familie in Boston. Die Bewohner dachten zunächst, es handele sich um Dr. Michael Quinn, und wollen sie, nachdem die Verwechslung bemerkt wird, sofort wieder wegschicken.
Doch Dr. Quinn, fortan „Dr. Mike“ genannt, ist hartnäckig und bleibt. Sie muss gegen das Vorurteil kämpfen, eine Frau könne keine gute Ärztin sein. Auch geht sie gegen die Intoleranz der Siedler gegenüber den Cheyenneindianern vor, die von General George Armstrong Custer in ihren Indianerreservaten unterdrückt werden. Ebenso werden im Laufe der Serie immer wieder weitere Minderheitenprobleme und Ausgrenzungen behandelt, beispielsweise von Afro-Amerikanern, jüdischen Händlern oder Menschen mit durch Feuer entstelltem Gesicht. Gegenspieler sind dabei vor allem der Barbesitzer Hank Lawson, der Barbier Jake Slicker und der Kaufmann Lauren Bray.
Privat muss sie sich ebenfalls neuen Herausforderungen stellen. Charlotte Cooper ist die einzige Frau, die die neue Ärztin unterstützt. Bevor sie stirbt, vertraut sie auf ihrem Totenbett ihre Kinder Matthew, Colleen und Brian der Obhut von Dr. Quinn an. Fortan übernimmt diese alle mütterlichen Pflichten. Zudem verliebt sie sich in Byron Sully, einen Freund der Cheyenne. Die beiden heiraten später und bekommen eine Tochter, Katie.

## Besetzung
- Jane Seymour als Dr. Michaela Quinn (Synchronsprecherin Marietta Meade)
- Joe Lando: Byron Sully (Synchronspr. Marcus Off)
- Chad Allen: Matthew Cooper (Synchronspr. Johannes Raspe)
- Erika Flores: Colleen Cooper (bis 3. Staffel, Folge 14, zudem Folge 22)
- Jessica Bowman: Colleen Cooper (ab 3. Staffel, Folge 15, ohne Folge 22)
- Shawn Toovey: Brian Cooper
- Alexandria, Megan und McKenzie Calabrese: Katherine „Katie“ Elizabeth Sully
- Jim Knobeloch: Jake Slicker (Synchronspr. Claus Brockmeyer)
- Geoffrey Lower: Rev. Timothy Johnson
- Larry Sellers: Cloud Dancing
- Gail Strickland: Olive Davis
- Helene Udy: Myra Bing
- Frank Collison: Horace Bing
- William Shockley: Hank Lawson
- Henry G. Sanders: Robert E.
- Jonelle Allen: Grace
- Orson Bean: Loren Bray
- Barbara Babcock: Dorothy Jennings
- Jennifer Youngs: Ingrid
- John Schneider: Daniel Simon (Synchronspr. Christian Tramitz)
- Brandon Douglas: Dr. Andrew Cook
- Jason Leland Adams: Preston A. Lodge III (Synchronspr. Crock Krumbiegel)

Im Pilotfilm werden Robert E., Loren Bray und Jake Slicker von anderen Schauspielern als in den restlichen 147 Episoden dargestellt: Robert E. von Ivory Ocean, Loren Bray von Guy Boyd und Jake Slicker von Colm Meaney. Meaney entschloss sich, die Rolle nicht weiterzuspielen, da er ein Angebot annahm, in der Serie Star Trek: Deep Space Nine mitzuwirken.
Jason Leland Adams spielte im Zweiteiler In tödlicher Gefahr General Custer. Die Rolle des Bankbesitzers von Colorado Springs, Preston A. Lodge III, übernahm er erst ab der 4. Staffel.
Der Country-Sänger Johnny Cash und seine Frau June Carter Cash hatten in einigen Folgen Gastauftritte.
Erika Flores, die Coleen Cooper spielte, verließ die Serie während der 3. Staffel. Die Produzenten hatten allen Hauptdarstellern Verträge über fünf Jahre angeboten. Obwohl ihre Gage verdoppelt wurde, wollte sich Flores nicht für fünf Jahre binden, weshalb die Produzenten sie durch Jessica Bowman ersetzten. Diese spielte zum ersten Mal in der Folge Das Ende der Welt mit.

## Entstehung und Veröffentlichung
Die Serie wurde in unmittelbarer Nähe zu Los Angeles gedreht. Die bewaldete Umgebung der Santa Monica Mountains bildete das Indianerreservat der Cheyenne, und die Stadt Colorado Springs entstand auf der Paramount Ranch.
Während der Dreharbeiten zur 4. Staffel war die Hauptdarstellerin Jane Seymour tatsächlich schwanger. Der in der 4. Staffel sichtbare Babybauch ist echt; sie trug Zwillinge aus. Diese kamen im November 1995 zur Welt.
Im Jahr 1996, als die Fernsehserie in den USA bereits mehrere Jahre lang ausgestrahlt worden war, verfasste  Teresa Warfield in Zusammenarbeit mit Beth Sullivan den Roman Dr. Quinn Medicine Woman, in dem Michaela Quinns Geburt, Kindheit und Jugend geschildert werden.
Seit 2004 sind alle 6 Staffeln in englischer Sprache auf DVD erhältlich (im NTSC-Format / Region Code 1). Zwischen 2005 und 2010 wurden die sechs Staffeln zudem in der deutschsprachigen Synchronfassung vom Publisher Koch Media auf DVD veröffentlicht.

## Rezeption und historischer Bezug
Der Erfolg der Serie (vier Emmys, 15 Nominierungen) ist auch durch die zum Teil wahren Begebenheiten aus der amerikanischen Geschichte zu erklären. Dabei gelang es den Autoren, Fiktives und geschichtlich Verbrieftes zu verknüpfen.
Die Bewohner der Kleinstadt Colorado Springs sind fiktive Figuren. Dennoch wurden historische Personen und Fakten in der Serie verarbeitet. So kommt regelmäßig der Stamm der Cheyenne vor. Black Kettle, deren Häuptling, wird in der Serie ebenso wie George Armstrong Custer detailgetreu dargestellt. Die Rolle des Byron Sully dürfte, zumindest in Ansätzen, der Person des George Bent nachempfunden sein, einem weißen Pelzhändler, der sowohl bei den Cheyenne als auch bei den Weißen lebte. Bent fungierte, ähnlich wie Byron Sully in der Serie, als Vermittler zwischen der Armee und den Cheyenne. Ebenso werden die Massaker am Sand Creek wie auch das Massaker am Washita River in der Serie mehrfach thematisiert.

## Serienname
In der englischen Originalfassung heißt die Serie Dr. Quinn – Medicine Woman. Dr. Quinn rettet Black Kettle kurz nach ihrer Ankunft sein Leben und erhält daraufhin den Cheyenne-Namen „Medicine Woman“. Das Türschild ihrer Klinik ziert von da an dieser Schriftzug, was auch im Vorspann zu sehen ist. Der deutsche Titelzusatz Ärztin aus Leidenschaft nimmt darauf keinen Bezug.

## Filme
1999 entstand unter Regie von James Keach, mit dem Jane Seymour seit 1993 verheiratet war, der Fernsehfilm Dr. Quinn – Ärztin aus Leidenschaft: Der Film, mit dem die Serie beendet wurde. 2001 drehte Regisseur Jerome R. London Dr. Quinn – Medicine Woman: The Heart Within. Allerdings war der Fernsehfilm in den USA kein Erfolg und wurde daher nie in Deutschland ausgestrahlt.

## Episodenliste
| Folge | Folge der Staffel | Titel (deutsch)              | Originaltitel                    |
| ----- | ----------------- | ---------------------------- | -------------------------------- |
| 1     | 1                 | Aufbruch nach Westen, Teil 1 | Pilot, Part 1                    |
| 2     | 2                 | Aufbruch nach Westen, Teil 2 | Pilot, Part 2                    |
| 3     | 3                 | Bis zur Erschöpfung          | Epidemic                         |
| 4     | 4                 | Einer muss nachgeben         | The Visitor                      |
| 5     | 5                 | Die Härte des Gesetzes       | The Prisoner                     |
| 6     | 6                 | Das Blaue vom Himmel         | Father’s Day                     |
| 7     | 7                 | Das Gesetz der Straße        | Law Of The Land                  |
| 8     | 8                 | Eine missglückte Erbschaft   | The Healing                      |
| 9     | 9                 | Unter anderen Umständen      | A Cowboy’s Lullaby               |
| 10    | 10                | Der Wunderheiler             | The Great American Medicine Show |
| 11    | 11                | Tödliches Wasser             | Bad Water                        |
| 12    | 12                | Büffeljagd                   | Running Ghost                    |
| 13    | 13                | Auf Kandidatensuche          | Happy Birthday                   |
| 14    | 14                | Unter Männern                | Rites Of Passage                 |
| 15    | 15                | Traum und Wirklichkeit       | Heroes                           |
| 16    | 16                | Ein Wettlauf mit der Zeit    | The Operation                    |
| 17    | 17                | Bilder vom Frieden           | Portraits                        |
| 18    | 18                | Das stumme Geheimnis         | The Secret                       |

| Folge | Folge der Staffel | Titel (deutsch)                | Originaltitel                      |
| ----- | ----------------- | ------------------------------ | ---------------------------------- |
| 19    | 1                 | Das Wettrennen                 | The Race                           |
| 20    | 2                 | Unter Mordverdacht             | Sanctuary                          |
| 21    | 3                 | Stimmen aus dem Jenseits       | Halloween II                       |
| 22    | 4                 | Hass und Vergebung             | The Incident                       |
| 23    | 5                 | Schwarz-Weiß                   | Saving Souls                       |
| 24    | 6                 | Sprache des Herzens, Teil 1    | Where The Heart Is, Part 1         |
| 25    | 7                 | Sprache des Herzens, Teil 2    | Where The Heart Is, Part 2         |
| 26    | 8                 | Die große Dürre                | Giving Thanks                      |
| 27    | 9                 | Gute Freunde                   | Best Friends                       |
| 28    | 10                | Sullys Entscheidung            | Sully’s Choise                     |
| 29    | 11                | Weihnachtsgeschichten          | Dr. Mike’s Dream: A Christmas Tale |
| 30    | 12                | Ein lebensgefährlicher Job     | Crossing The Line                  |
| 31    | 13                | Das Friedensangebot            | The Offering                       |
| 32    | 14                | Atlantis                       | The Circus                         |
| 33    | 15                | Eine Entscheidung des Herzens  | Another Woman                      |
| 34    | 16                | Der Zug der Waisenkinder       | Orphan Train                       |
| 35    | 17                | Eine Frage des Gewissens       | Buffalo Soldiers                   |
| 36    | 18                | Glück im Spiel                 | Luck Of The Daw                    |
| 37    | 19                | Auf Leben und Tod              | Life And Death                     |
| 38    | 20                | Ein ehrenwerter Geschäftsmann  | The First Circle                   |
| 39    | 21                | Mit strenger Hand              | Just One Lullaby                   |
| 40    | 22                | In tödlicher Gefahr, Teil 1    | The Abduction, Part 1              |
| 41    | 23                | In tödlicher Gefahr, Teil 2    | The Abduction, Part 2              |
| 42    | 24                | Der Wahlkampf                  | The Campaign                       |
| 43    | 25                | Der Mann im Mond               | The Man In The Moon                |
| 44    | 26                | Ein Toter kehrt zurück, Teil 1 | Return Engagement, Part 1          |
| 45    | 27                | Ein Toter kehrt zurück, Teil 2 | Return Engagement, Part 2          |

| Folge | Folge der Staffel | Titel (deutsch)                       | Originaltitel                    |
| ----- | ----------------- | ------------------------------------- | -------------------------------- |
| 46    | 1                 | Wege des Fortschritts                 | The Train                        |
| 47    | 2                 | Väter und Söhne                       | Fathers And Sons                 |
| 48    | 3                 | Der Viehtrieb, Teil 1                 | Cattle Drive, Part 1             |
| 49    | 4                 | Der Viehtrieb, Teil 2                 | Cattle Drive, Part 2             |
| 50    | 5                 | Die Bücherei                          | The Library                      |
| 51    | 6                 | Fröhliches Halloween                  | Halloween II                     |
| 52    | 7                 | Die Verschwörung, Teil 1              | The Washington Affair, Part 1    |
| 53    | 8                 | Die Verschwörung, Teil 2              | The Washington Affair, Part 2    |
| 54    | 9                 | Das liebe Geld                        | Money Trouble                    |
| 55    | 10                | Erntedank                             | Thanksgiving                     |
| 56    | 11                | Der Wahrheit ins Auge blicken, Teil 1 | Ladie’s Night, Part 1            |
| 57    | 12                | Der Wahrheit ins Auge blicken, Teil 2 | Ladie’s Night, Part 2            |
| 58    | 13                | Die erste Weihnacht                   | The First Christmas              |
| 59    | 14                | Für das Leben der Cheyenne            | Indian Angent                    |
| 60    | 15                | Das Ende der Welt                     | The End Of The World             |
| 61    | 16                | Der Gipfel des Lebens                 | Pike’s Peach                     |
| 62    | 17                | Cooper gegen Dr. Quinn, Teil 1        | Cooper Vs. Quinn, Part 1         |
| 63    | 18                | Cooper gegen Dr. Quinn, Teil 2        | Cooper Vs. Quinn, Part 2         |
| 64    | 19                | Was ist Liebe?                        | What Is Love?                    |
| 65    | 20                | Ein Wettlauf mit der Zeit             | Things My Father Never Taught Me |
| 66    | 21                | Flucht vor dem Gesetz                 | Baby Outlaws                     |
| 67    | 22                | Die Ruhe der Toten                    | Bone Of Contention               |
| 68    | 23                | Der Glaube gegen das Wissen           | The Permanence Of Change         |
| 69    | 24                | Das große Verbrechen, Teil 1          | Washita, Part 1                  |
| 70    | 25                | Das große Verbrechen, Teil 2          | Washita, Part 2                  |
| 71    | 26                | Eine Frage des Gewissens              | Sully’s Recovery                 |
| 72    | 27                | Eine Entscheidung fürs Leben          | Ready Or Not                     |
| 73    | 28                | Für immer und ewig, Teil 1            | For Better Or Worse, Part 1      |
| 74    | 29                | Für immer und ewig, Teil 2            | For Better Or Worse, Part 2      |

| Folge | Folge der Staffel | Titel (deutsch)                        | Originaltitel                |
| ----- | ----------------- | -------------------------------------- | ---------------------------- |
| 75    | 1                 | Ein neues Leben                        | A New Life                   |
| 76    | 2                 | Ein faires Spiel                       | Travelling All-stars         |
| 77    | 3                 | Eigene Wege                            | Mothers And Daughters        |
| 78    | 4                 | Starke Bande                           | Brother’s Keeper             |
| 79    | 5                 | Geistergeschichten                     | Halloween III                |
| 80    | 6                 | Enthüllungen                           | Dorothy’s Book               |
| 81    | 7                 | Das Versprechen                        | Promises, Promises           |
| 82    | 8                 | Auf gefährlicher Expedition, Teil 1    | The Expedition, Part 1       |
| 83    | 9                 | Auf gefährlicher Expedition, Teil 2    | The Expedition, Part 2       |
| 84    | 10                | Die Macht der Natur                    | One Touch Of Nature          |
| 85    | 11                | Ein schwerer Weg                       | Hell On Wheel                |
| 86    | 12                | Ein Weihnachtsgeschenk auf vier Beinen | Fifi’s First Christmas       |
| 87    | 13                | Die Stimme des Herzens                 | Change Of Heart              |
| 88    | 14                | Ein Sheriff ohne Waffen                | Tin Star                     |
| 89    | 15                | Eine Frage der Liebe                   | If You Love Someone…         |
| 90    | 16                | Der Traum vom großen Geld              | The Iceman Cometh            |
| 91    | 17                | Im Namen der Freiheit, Teil 1          | Dead Or Alive, Part 1        |
| 92    | 18                | Im Namen der Freiheit, Teil 2          | Dead Or Alive, Part 2        |
| 93    | 19                | Geschäfte mit dem Teufel               | Deal With The Devil          |
| 94    | 20                | Auge um Auge                           | An Eye For An Eye            |
| 95    | 21                | Mit Herz und Verstand                  | Hearts and Minds             |
| 96    | 22                | Freundinnen                            | Reunion                      |
| 97    | 23                | Die Frau des Jahres                    | Woman Of The Year            |
| 98    | 24                | Eine letzte Chance                     | Last Chance                  |
| 99    | 25                | Angstgefühle                           | Fear Itself                  |
| 100   | 26                | Vor Gericht                            | One Nation                   |
| 101   | 27                | Ein Kind wird geboren, Teil 1          | When A Cild Is Born, Part 1  |
| 102   | 28                | Ein Kind wird geboren, Teil 2          | When A Child Is Born, Part 2 |

| Folge | Folge der Staffel | Titel (deutsch)              | Originaltitel           |
| ----- | ----------------- | ---------------------------- | ----------------------- |
| 103   | 1                 | Rückkehr                     | Runaway Train           |
| 104   | 2                 | Colleens Abschied            | Having It All           |
| 105   | 3                 | Kunstfehler                  | Malpractice             |
| 106   | 4                 | Eine berühmte Sängerin       | All That Glitters       |
| 107   | 5                 | Die Mexikaner                | Los Americanos          |
| 108   | 6                 | Eine schwere Entscheidung    | Last Dance              |
| 109   | 7                 | Die Bürgermeisterwahl        | Right Or Wrong          |
| 110   | 8                 | Verlorene Erinnerungen       | Remember Me             |
| 111   | 9                 | Eine lebende Legende         | Legend                  |
| 112   | 10                | Der Sturm                    | The Tempest             |
| 113   | 11                | Gleiches Recht für alle      | Separate But Equal      |
| 114   | 12                | Ein tödlicher Erreger        | A Place To Die          |
| 115   | 13                | Hoffnung auf ein Wunder      | Season Of Miracles      |
| 116   | 14                | Der Damm                     | The Dam                 |
| 117   | 15                | Onkel Teddy Quinn            | Farewell Appearance     |
| 118   | 16                | Karawane der Frauen          | The Most Fatal Disease  |
| 119   | 17                | Colleens Hausarbeit          | Colleen’s Paper         |
| 120   | 18                | Ein guter Freund, Teil 1     | A House Divided, Part 1 |
| 121   | 19                | Ein guter Freund, Teil 2     | A House Divided, Part 2 |
| 122   | 20                | Die Geiselnahme              | Hostage                 |
| 123   | 21                | Der große Dichter            | The Body Electric       |
| 124   | 22                | Melancholie                  | Before The Dawn         |
| 125   | 23                | Frauenrechte                 | Starting Over           |
| 126   | 24                | Väter und Söhne              | His Father’s Son        |
| 127   | 25                | Stunden der Wahrheit, Teil 1 | Moment Of True, Part 1  |
| 128   | 26                | Stunden der Wahrheit, Teil 2 | Moment Of True, Part 2  |

| Folge | Folge der Staffel | Titel (deutsch)              | Originaltitel          |
| ----- | ----------------- | ---------------------------- | ---------------------- |
| 129   | 1                 | Voller Hoffnung              | Reason To Believe      |
| 130   | 2                 | Notlügen                     | All That Matters       |
| 131   | 3                 | Auf Ehre und Gewissen        | A Matter Of Conscience |
| 132   | 4                 | Licht und Schatten           | The Comfort Of Friends |
| 133   | 5                 | Was die Zukunft bringt       | Wave Goodbye           |
| 134   | 6                 | Schicksalsschläge            | A Place Called Home    |
| 135   | 7                 | Alkoholprobleme              | Lead Me Not            |
| 136   | 8                 | Die Zeit der Heilung, Teil 1 | A Time To Heal, Part 1 |
| 137   | 9                 | Die Zeit der Heilung, Teil 2 | A Time To Heal, Part 2 |
| 138   | 10                | Recht und Gerechtigkeit      | Civil Wars             |
| 139   | 11                | Transfer                     | Safe Passage           |
| 140   | 12                | Brians Weihnachtsgeschichte  | The Homecoming         |
| 141   | 13                | Das Attentat                 | Point Blank            |
| 142   | 14                | Gefährliche Freundschaft     | Seeds Of Doubt         |
| 143   | 15                | Kehrtwendung                 | Seven Kinds Of Lonely  |
| 144   | 16                | Yin und Yang                 | Life In Balance        |
| 145   | 17                | …dann lieben sie noch heute  | Happily Ever After     |
| 146   | 18                | Der Traum vom Fliegen        | Birdman                |
| 147   | 19                | Rache                        | Vengeance              |
| 148   | 20                | Für immer dein               | To Have And To Hold    |
| 149   | 21                | Der Boxkampf                 | The Fight              |
| 150   | 22                | Ein neuer Anfang             | A New Beginning        |

## Bücher
Auf der Basis der Serie entstanden einige Bücher:
1. Dr. Quinn – Ärztin aus Leidenschaft (1995) ISBN 978-3-8025-2321-2
2. Dr. Quinn – Ärztin aus Leidenschaft, Sprache des Herzens (1995) ISBN 978-3-8025-2348-9
3. Dr. Quinn – Ärztin aus Leidenschaft, Zwischen zwei Welten (1996) ISBN 978-3-8025-2374-8
4. Dr. Quinn – Ärztin aus Leidenschaft, Was ist Liebe? (1996) ISBN 978-3-8025-2430-1
5. Dr. Quinn – Ärztin aus Leidenschaft, Auf immer und ewig (1996)
6. Dr. Quinn – Ärztin aus Leidenschaft, Die Geschichte von Sully und Abigail (1997) ISBN 978-3-8025-2485-1
7. Dr. Quinn – Ärztin aus Leidenschaft, Büffeljagd (1997) ISBN 978-3-8025-2486-8
8. Dr. Quinn – Ärztin aus Leidenschaft, Tödliches Wasser (1997) ISBN 978-3-8025-2487-5
9. Dr. Quinn – Ärztin aus Leidenschaft, Das Geheimnis (1997) ISBN 978-3-8025-2530-8
10. Dr. Quinn – Ärztin aus Leidenschaft, Die Macht der Liebe (1998) ISBN 978-3-8025-2602-2
11. Dr. Quinn – Ärztin aus Leidenschaft, Eine Frau geht ihren Weg (1998) ISBN 978-3-8025-2581-0
12. Dr. Quinn – Ärztin aus Leidenschaft, Ein neues Leben (1998) ISBN 978-3-8025-2603-9
13. Dr. Quinn – Ärztin aus Leidenschaft, Zeit der Erwartung (1999) ISBN 978-3-8025-2634-3